# Johanneskirche (Burtenbach)

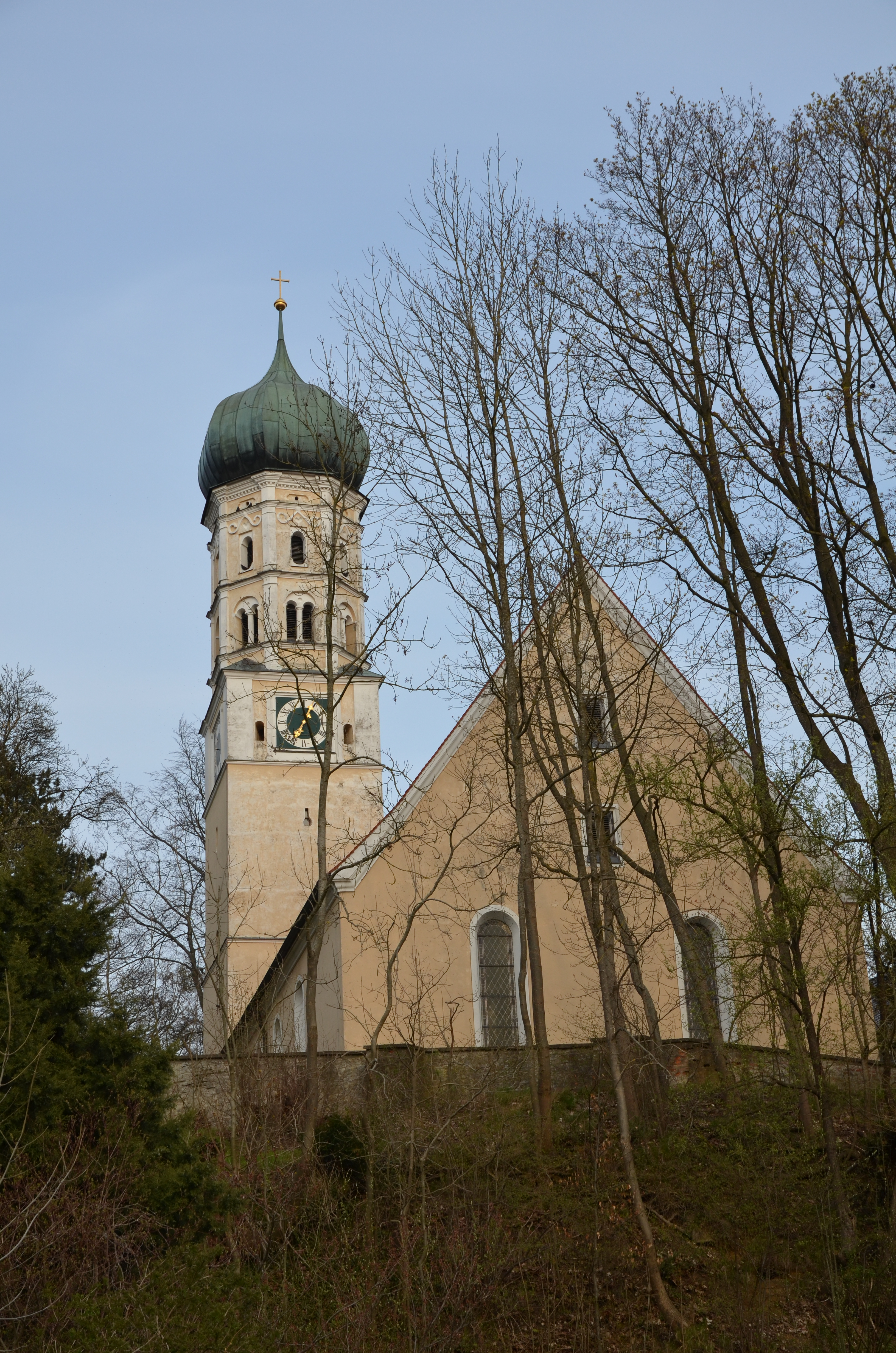
Johanneskirche in Burtenbach

Die evangelisch-lutherische Johanneskirche steht in Burtenbach, einem Markt im schwäbischen Landkreis Günzburg in Bayern. Das denkmalgeschützte Bauwerk ist in der Liste der Baudenkmäler in Burtenbach unter der Nr. D-7-74-122-8 eingetragen. Die Pfarrkirche gehört zum Dekanat Neu-Ulm der Evangelisch-Lutherischen Kirche in Bayern.

## Beschreibung

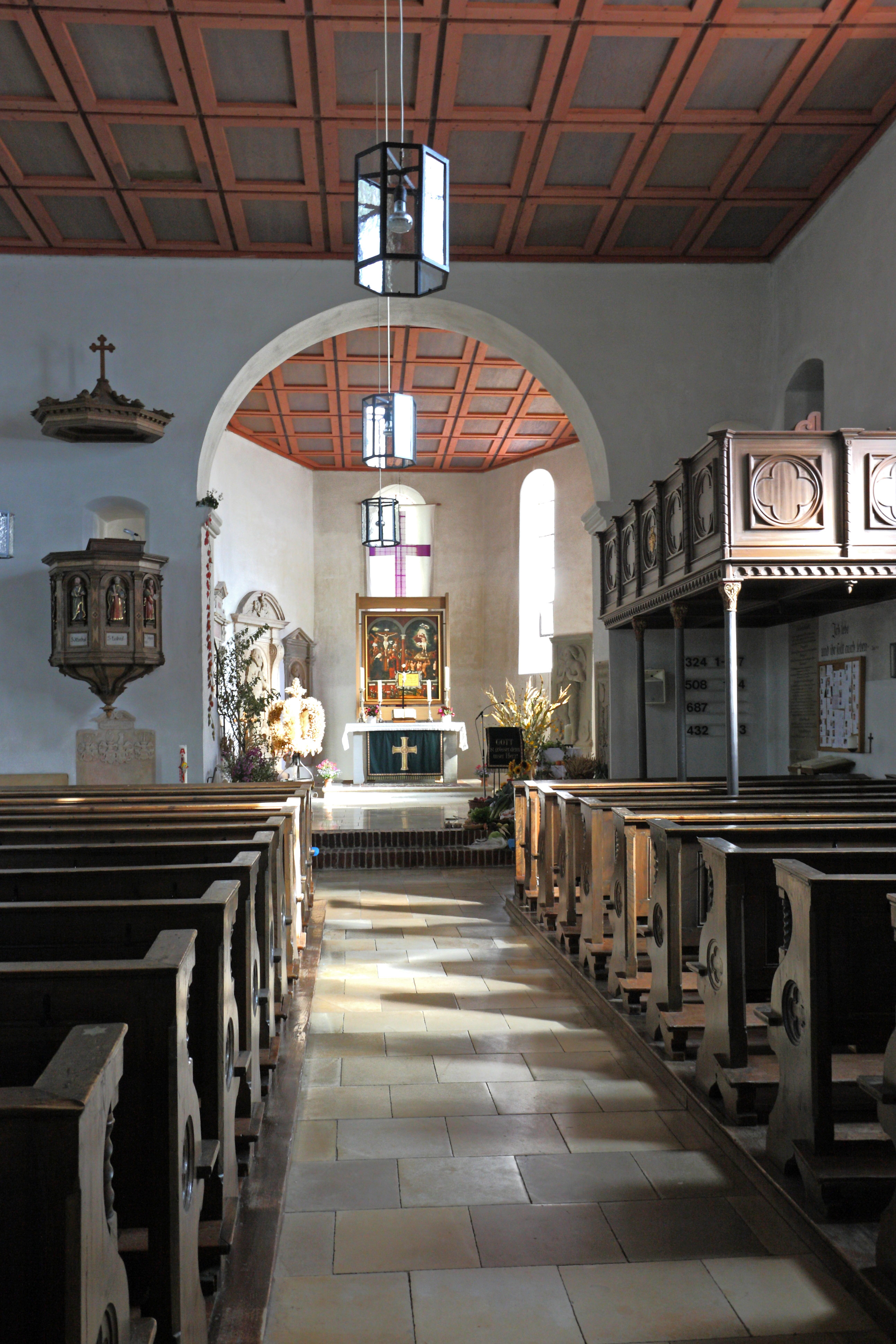
Blick zum Chor

Die Saalkirche wurde unter Einbeziehung eines spätgotischen Vorgängerbaus 1560/62 im Stil der Renaissance erbaut; Stifter war Sebastian Schertlin. Sie besteht aus einem Langhaus, einem eingezogenen, dreiseitig geschlossenen Chor im Osten und einem Chorflankenturm auf quadratischem Grundriss an der Nordwand des Chors, der 1688 mit achteckigen Geschossen aufgestockt und mit einer Zwiebelhaube bedeckt wurde.
Auf der Vorderseite des Altarretabels von 1562 ist die Kreuzigung und die Auferstehung Jesu Christi dargestellt, auf der Rückseite die Schlacht von Schwarzach. Im Chor befinden sich Ädikulä mit lebensgroßen Statuen als Epitaphe für den 1577 gestorbenen Sebastian und den 1568 gestorbenen Sohn Johann Philipp Schertlin. Auch Taufstein und Kanzel stammen aus der Bauzeit. Im Chorbogen ist ein Wappen des Burggrafen von Schloss Burtenbach angebracht. Die Orgel mit 16 Registern, zwei Manualen und einem Pedal wurde 1896 von G. F. Steinmeyer & Co. gebaut.